# Vilija Filipovičienė
Vilija Filipovičienė (* 15. Juli 1959 in Irkutsk, Sowjetunion) ist eine litauische Politikerin.

## Leben
1965 kehrten ihre Eltern als Vertriebene nach Litauen zurück. Nach dem Abitur von 1966 bis 1977 an der 21. Mittelschule Vilnius absolvierte sie 1982 das Diplomstudium der Warenkunde an der Fakultät für Handelswirtschaft der Vilniaus universitetas. Sie arbeitete bei UAB „Ruvėja“ als Direktorin und bei UAB „Aškinė“ als Kommerzkonsultantin. Von 2011 bis 2012 war sie Mitglied im Rat der Rajongemeinde Vilnius. Seit 2012 ist sie Mitglied im Seimas.
Sie ist Mitglied der Darbo partija.